# Закупоренная сталь
Закупоренная сталь — разновидность кипящей стали, кристаллизация которой после разливки по изложницам идёт в условиях так называемого закупоривания. Процедура закупоривания может быть как химической, путём введения в головную часть слитка специальных раскислителей, так и механической, посредством закрывания поверхности расплава металлической крышкой. Закупоривание прерывает кипение стали и способствует повышению общей однородности слитка.
В Общероссийском классификаторе продукции закупоренная сталь объединена с кипящей под кодом 08 7016. 